# Colemanite
La colemanite (simbolo IMA: Cole) è un minerale raro della classe dei minerali dei "borati". La sua composizione chimica è Ca[B3O4(OH)3]·H2O ed è quindi chimicamente un borato di calcio contenente acqua con tre gruppi idrossilati aggiuntivi.

## Etimologia e storia
La località tipo del minerale è Furnace Creek (nella Valle della Morte, contea di Inyo, California), che appartiene all'area mineraria scoperta nel 1882 da R. Neuschwander, in cui venivano estratti i minerali di boro. R. Neuschwander è ritenuto essere il primo ad aver trovato i primi stadi del minerale già nell'ottobre 1882.
Nel 1883, il "mineralogista di Stato" californiano Henry Garber Hanks descrisse il minerale della Valle della Morte come una varietà cristallina della priceite simile al gesso scoperta nell'Oregon:
(Henry G. Hanks)
(Hermann Steinmetz)
Earl Pemberton sottolinea, tuttavia, che il nome proposto da R. Neuschwander è menzionato solo nell'opera di Evans, ma non nella pubblicazione tipografica. Hanks è quindi considerato sia un cercatore che un primo descrittore.
Il nuovo minerale prende il nome dal proprietario della miniera americana, fondatore e pioniere dell'industria del borace in California, William Tell Coleman (1824-1893), che era anche il proprietario della "Harmony Borax Works", dove il minerale fu trovato per la prima volta. Lo stesso Coleman aveva suggerito il nome smithite in onore del suo socio in affari Francis Marion Smith. Sebbene un'analisi chimica e un certo numero di proprietà della colemanite fossero già stati compilati nel "Rapporto sui depositi di borace della California e del Nevada" di Hanks, il lavoro di J.T. Evans sulla rivista scientifica americana "Bulletin of the California Academy of Sciences" è considerato la prima descrizione scientifica della colemanite. I cristalli di colemanite, che hanno una dimensione di diversi centimetri, hanno suscitato grande scalpore anche su scala internazionale, tanto che non sorprende la comparsa di diverse opere in tedesco sulle indagini chimiche e cristallografiche di questo minerale già nel 1885.
Come ha dimostrato Anna Hedlik, Gustav Adolph Kenngott è giunto alla conclusione, sulla base delle analisi chimiche di Benjamin Silliman, A.W. Chase e Félix Pisani, che esistesse uno schema uniforme sia per la priceite che per la pandermite così come per il rapporto CaO:B2O3 della colemanite, motivo per cui non ha effettuato una netta separazione di questi minerali. Nel caso di priceite e pandermite, questo era giustificato, poiché entrambi i nomi stanno per lo stesso minerale e pandermite è ora solo un sinonimo di priceite. Henri Buttgenbach (citato in Hermann Steinmetz) ipotizzò persino l'identità della pandermite e della colemanite sulla base di indagini ottiche. Esper Larsen dimostrò l'identità della priceite e della pandermite, ma considerò la priceite/pandermite da un lato e la colemanite dall'altro come minerali diversi a causa delle diverse proprietà ottiche. Fu solo nel 1948 che Anna Hedlik fu in grado di escludere completamente l'identità della pandermite con la colemanite per mezzo di analisi mediante cristallografia a raggi X.
Un minerale trovato da Arthur Starr Eakle nel 1911, chimicamente identico alla colemanite, ma che si supponeva differisse otticamente e cristallograficamente da esso e che fu chiamato neocolemanite, si rivelò in seguito identico alla colemanite nelle indagini di Arthur Hutchinson.
Il campione tipo per la colemanite non è definito.

## Classificazione
Nell'ormai obsoleta, ma ancora in uso, 8ª edizione della sistematica minerale secondo Strunz, la colemanite apparteneva alla classe minerale comune di "carbonati, nitrati e borati" e quindi alla divisione di "borati a catena [B2O4]2− a [B6O10]2−", dove insieme a idroboracite e jarandolite formava il "gruppo della colemanite-idroboracite" con il sistema nº V/J.03.
La 9ª edizione della sistematica dei minerali di Strunz, valida dal 2001 e utilizzata dall'Associazione Mineralogica Internazionale (IMA), classifica la colemanite nella classe "6. Borati" e lì nella sottoclasse "6.C Triborati". Questa è ulteriormente suddivisa in base alla struttura cristallina, in modo che il minerale possa essere trovato nella suddivisione "6.CB Ino-triborati" in base alla sua struttura, dove è l'unico membro del gruppo senza nome 6.CB.10.
Anche la classificazione dei minerali secondo Dana, che viene utilizzata principalmente nel mondo anglosassone, classifica la colemanite – come l'obsoleta sistematica di Strunz – nella classe comune di "carbonati, nitrati e borati" e lì nella sottoclasse e nella suddivisione con lo stesso nome dei "borati contenenti acqua con ossidrile o alogeno". Qui è l'unico membro del gruppo senza nome 26.03.05.

## Chimica
Un'analisi chimica di una colemanite della Valle della Morte ha prodotto il 27,31% di ossido di calcio (CaO), lo 0,10% di ossido di magnesio (MgO), il 50,70% di anidride borica (B2O3) e il 21,87% di acqua (H2O). Le analisi chimiche pubblicate sulla colemanite sono di solito relativamente vecchie, i valori citati provengono da una determinazione del 1887. Tredici analisi con microsonda della colemanite hanno prodotto medie del 25,38% di ossido di calcio; 0,26% di silice (SiO2); 0,16% ossido di sodio (Na2O); 0,07% di ossido di alluminio (Al2O3); 0,01% di ossido di potassio (K2O); 0,01% di ossido ferroso (FeO); 0,01% di ossido di magnesio e 0,01% di biossido di titanio (TiO2) (contenuto di boro assunto tramite stechiometria e bilancio di massa). Da essi, la formula empirica Ca0,99Na0,01B3,00O4(OH)3·H2O, che porta a Ca[B3O4(OH)3]· H2O e richiede il 27,28% di ossido di calcio, 50,81% di anidride borica e 21,91% di acqua.
In particolare, i cristalli di colemanite turca hanno un contenuto di arsenico sotto forma di As3+ e/o As5+, che può arrivare fino a 125 ppm e che si pensa essere responsabile della fluorescenza di questi cristalli.
La colemanite è chimicamente simile all'idroboracite, CaMg[B3O4(OH)3]2·3H2O, ma non ha un contenuto di magnesio efficace nella formula ed è anche significativamente più povera di acqua di cristallizzazione. I minerali:
- inyoite ( Ca[B3O3(OH)5]·4H2O)
- meyerhofferite (Ca[B3O3(OH)5]·H2O)
- nifontovite (Ca2[B3O3(OH)6]2·2H2O)
- tertschite (Ca2[B5O7(OH)5]·7H2O)
- ginorite (Ca2[B14O20(OH)6]·5H2O),

sono tutti significativamente più ricchi di acqua della colemanite e hanno anche una struttura diversa.

## Abito cristallino
La colemanite cristallizza nel sistema monoclino nel gruppo spaziale P21/a (gruppo n. 14, posizione 3) con i parametri del reticolo a = 8,71 Å, b = 11,25 Å, c = 6,09 Å, e β = 110,12° e quattro unità di formula per cella unitaria.
Nella colemanite, gli anelli angolari [B[3]B[4]2O5(OH)3], ciascuno costituito da due tetraedri [BO3OH] e da un gruppo planare [BO2OH], formano catene di borato a forma di onda parallele all'asse {\displaystyle a} [100]. Anche le catene di poliedri CaO3(OH)4H2O corrono parallele a [100]. Entrambi i tipi di catene sono collegati da angoli e bordi comuni e formano strati stabili in parallelo (010). La connessione tra questi strati è debole e, insieme a una rete di legami idrogeno, è costituita da un piccolo numero di collegamenti B-Φ-Ca. Questo composto debole è responsabile della scissione perfetta della colemanite secondo {010}. Ogni atomo di calcio è dodecaedrico circondato da otto anioni. Le analisi della colemanite sia con la spettroscopia Raman che con la spettroscopia infrarossa sono caratterizzate da più bande d'acqua oscillanti di allungamento, indicando che l'acqua svolge un ruolo importante nella struttura di questo minerale.
La colemanite è isostrutturale della calciborite e dell'idroboracite.

## Proprietà

### Morfologia
Abraham Wendell Jackson aveva già stabilito nel 1884 che tutti i cristalli di colemanite della località tipo hanno un abito cristallino molto complesso e che uno dei cristalli ha non meno di 24 diverse forme di cristallo. Jackson fu il primo in assoluto a esaminare i cristalli di colemanite della California. Tuttavia, fu solo più tardi che apprese che il materiale che esaminò proveniva solo in misura minore dalla località tipo, ma principalmente da depositi nelle montagne di Calico nel deserto del Mojave, nella contea di San Bernardino (California).
Artur S. Eakle, che esaminò anche il materiale del distretto di Calico e trovò 47 diverse forme superficiali sui cristalli, distinse quattro varianti tipiche dell'habitus tra i cristalli di colemanite.
In generale, la colemanite è uno dei minerali più ricchi di forme in assoluto, insieme alla calcite.
La colemanite si trova anche in aggregati che sono stati descritti in particolare da depositi turchi. Oltre ai pezzi di sfaldamento chiaramente trasparenti, vengono menzionate concrezioni di colemanite quasi sferiche fino a 5 cm di diametro, che hanno strutture a stelo radiale all'interno e corrispondono nella genesi alle simili concrezioni di gesso. Inoltre, sotto forma di "rose di colemanite" fino alla dimensione di un pugno, che assomigliano alle ben note "rose di gesso" e sono da intendersi anche come concrezioni. Un'altra forma è chiamata "bandercolemanite", in cui strati di colemanite spessi fino a 6 cm sono nettamente separati l'uno dall'altro da bande. La colemanite mostra una crescita pronunciata del fusto, i fusti hanno uno spessore fino a 2 mm e sono sempre perpendicolari alla stratificazione della roccia argillosa.

### Pseudomorfosi
Dalla "Biddy McCarty Mine" della Pacific Coast Borax Company nella Death Valley sono descritte pseudomorfosi di cristalli di inyoite, che si sono formati a seguito della sua disidratazione. Gli aggregati di cristallo pseudoromboedrico, bianchi come la neve e vividamente lucidi, di dimensioni fino a 2 cm di diametro provenienti dalla fossa "Aceb" vicino a Iskeleköy, non lontano da Bigadiç nella provincia turca di Balıkesir, rappresentano anche pseudomorfosi secondo l'inyoite, che sono costruite da innumerevoli sfere di cristallo limpide, ricche di aree che misurano non più di 0,7 × 3 mm con molte cavità.
Dalla "Corkscrew Canyon Mine" nella Death Valley, sono state descritte pseudomorfosi, che sono state create in un modo un po' più complicato. In una prima fase, la meyerhofferite si è formata da cristalli di inyoite autoportanti per disidratazione. In una seconda fase, minuscoli cristalli di colemanite sono stati depositati sulla superficie di questi cristalli di meyerhofferite di nuova formazione. In una terza fase, la meyerhofferite è stata rimossa: ciò che rimaneva erano perimorfosi di colemanite dopo le pseudomorfosi di meyerhofferite a inyoite.
La colemanite sostituisce l'ulexite fibrosa e l'idroboracite, ma può anche essere pseudomorfosata dall'idroboracite e dall'howlite. Inoltre, sono noti pseudomorfismi dalla calcite alla colemanite. Come curiosità, la colemanite è stata osservata insieme al bitume in un uovo fossile nella ghiaia del fiume Gila in Arizona.

### Proprietà fisiche e chimiche
I cristalli di colemanite sono caratterizzati da un'ampia varietà di colori per un minerale borato. Sono state descritte varietà incolori, bianco latte, giallo pallido, giallo, grigio, marrone cannella, marrone chiaro, marrone e nero. La causa delle tonalità brunastre e nere sono microscopici cristalli di minerali di manganese come la birnessite e la todorokite. Il colore dello striscio della colemanite è sempre bianco. Secondo gli indici di rifrazione (nα = 1,586, nγ = 1,614), le superfici dei cristalli traslucidi e trasparenti hanno una lucentezza vetrosa, occasionalmente anche simile a quella di un diamante. Al microscopio, la colemanite è incolore nella luce che vi passa.
Il minerale ha una scissione molto perfetta secondo {010} e una scissione chiara secondo {001}, ma a causa della sua fragilità si frattura in modo simile al quarzo, per cui le superfici di frattura sono irregolari o semi-conchigliate. Con una durezza Mohs di 4,5, la colemanite è uno dei minerali medio-duri, quindi si colloca tra i minerali di riferimento fluorite (durezza 4) e apatite (durezza 5) e, come questi, può essere facilmente graffiata con un coltellino tascabile.
La colemanite fonde in modo incompleto davanti al cannello a soffiatura; riscaldata con fluorite o disolfato di potassio, colora la fiamma di verde. È solubile in acido cloridrico caldo (HCl) o acido nitrico (HNO3), per cui si formano scaglie di acido borico H3BO3 quando raffreddate. Il filtrato dà una precipitazione bianca con ammoniaca e ossalato di ammonio. In acqua, d'altra parte, la colemanite è solo leggermente solubile (1 parte in 1100 parti H2O a 20-25 °C).

### Fluorescenza e fosforescenza
La prima menzione della fluorescenza e della fosforescenza della colemanite risale al 1903. La colemanite mostra una fluorescenza giallo pallido brillante alla luce ultravioletta e può esibire fosforescenza verde pallido. Secondo altre informazioni, il minerale ha una fluorescenza bianco-bluastra, a volte bianco-giallastra o bianco-verdastra nella luce ultravioletta a onde lunghe (365 nm) e nella luce ultravioletta a onde corte (254 nm). Quando eccitato con luce UV a onde corte (254 nm), si osserva una fosforescenza bianco-verdastra.
Secondo recenti studi sui borati turchi, la maggior parte dei minerali di borato fluorescente reagisce più intensamente alla luce UV a onde lunghe (> 350 nm) rispetto alla luce con lunghezze d'onda più corte. È stato anche scoperto che diverse generazioni dello stesso minerale hanno differenze significative nella loro risposta alla luce UV. Queste indagini mostrano che la fluorescenza bianca della colemanite con una sfumatura bluastra o verdastra è intrinseca e ha due cause: da un lato, radicali inorganici come BO2−, BO2−2, BO2−3 e BO4−4 e, dall'altro, inclusioni tipiche a bassa temperatura dei luminofori organici. Inoltre, la fluorescenza bianca e giallastra a bianco-verdastra è principalmente confinata a cristalli di colemanite idiomorfa, mentre le formazioni meno ben cristallizzate, i grani xenomorfi e i cristalli con fessure e cavità riempite con limo e minerali argillosi mostrano una fluorescenza da arancione brillante a rossastra. Ciò è attribuito a un complesso di umato di calcio, per il quale anche gli ioni As3+ e/o As5+ contenuti contribuiscano alla fluorescenza. I luminofori organici come gli acidi umici causano la componente verdastra nella fluorescenza e la fosforescenza verdastra che dura fino a dieci secondi.
A temperature molto basse, la colemanite è piro- e piezoelettrica.

### Disidratazione
All'inizio del riscaldamento, la colemanite perde complessivamente l'1,8% del suo peso fino a una temperatura di 350 °C. L'effettiva decomposizione termica della colemanite avviene nell'intervallo da 300 °C a 450 °C. Inizia con la perdita di parti della sua acqua cristallina. Successivamente, i legami dell'acqua molecolare con gli anelli di borato vengono rotti, il che è indicato da una reazione endotermica a 389 °C. Infine, l'acqua rimanente viene erogata: il processo procede fino a una temperatura di 600 °C e viene quindi completato. Tra 350 °C e 600 °C, la colemanite perde complessivamente il 35,7% del suo peso.

## Origine e giacitura
La colemanite si trova nei laghi di borace e nei depositi risultanti. È un componente tipico e frequente dei depositi di borato a basso contenuto di sodio e carbonato che si sono formati in condizioni lacustri alcaline aride. Il calcio e il boro sono forniti da varie fonti. La prima proviene dalle acque geotermiche, le seconde da salamoie geotermiche calde a molto calde. Per molto tempo, la colemanite è stata considerata un minerale secondario formato dall'ulexite primario penetrando "soluzioni calde di borace". Tuttavia, l'esame dei grandi depositi turchi a metà degli anni '70 e un decennio dopo l'esplorazione dei depositi argentini appena scoperti non rivelò alcuna prova di una possibile formazione di colemanite per trasformazione da altri minerali di boro. Pertanto, la teoria della formazione primaria della colemanite sta diventando sempre più prevalente.
Altri borati come howlite, ulexite, searlesite, priceite, nobleite, ginorite, gowerite, lüneburgite, kernite così come carbonati e solfati come gesso, calcite e celestina sono dati come minerali di paragenesi per la colemanite, ma anche solfuri come realgar e orpimento.
A partire dal 2017, la colemanite poteva essere descritta come una formazione minerale piuttosto rara solo da circa 150 siti. La località tipo è la Valle della Morte, da dove è stata descritta per la prima volta nel 1883. Il primo giacimento minerario di colemanite fu la "Lila C. Mine" ai piedi del versante orientale della Greenwater Range. Quando la miniera di "Lila C." si esaurì, l'attività mineraria si trasferì nel distretto di Furnace Creek, ai piedi del versante occidentale della Greenwater Range.
I migliori cristalli di colemanite provengono da siti in Turchia e negli Stati Uniti. I "Siti Minerari Famosi" compilati da Paul Ramdohr e Hugo Strunz includono anche l'enorme deposito di boro di Boro a "Kern Co.", in California, e Bandırma sul Mar di Marmara nell'Asia Minore turca.
Degli innumerevoli giacimenti e siti in California, solo i più importanti possono essere menzionati qui. Nella contea di Inyo, questi includono la miniera di "Gower Gulch" a Zabriskie Point, Black Mts., Amargosa Range; la miniera di "Billie", la miniera di "Boraxo", la miniera di "Thompson", e la miniera di "Corkscrew Mine", tutte a Ryan nel distretto di "Furnace Creek Borate". Inoltre, dal giacimento "Kramer Borate Deposit" a Boron nel distretto di Kramer Borate, contea di Kern; la "Lang Mine" nel Tick Canyon vicino a Lang, nella contea di Los Angeles, che produce in particolare "neocolemanite", e la "Pacific Mine" a Calico nella contea omonima, tutti in California, Stati Uniti. Infine, dall' "Anniversary Mine" nel White Basin (Contea di Clark (Nevada), nel Nevada).
Dai depositi evaporitici di Penobsquis e Salt Springs vicino al Sussex (Nuovo Brunswick, nel Canada). In Messico, dai grandi giacimenti di El Torreon e La Tinaja del Oso vicino a Magdalena, Sonora. In Argentina dal giacimento di "Salinas Grandes Playa" e "Loma Blanca" situato a 8 km a sud-ovest di Coranzuli nel dipartimento di Susques, provincia di Jujuy nonché da vari giacimenti nel distretto di Sijes, dipartimento di Los Andes nella provincia di Salta.
In Turchia, da enormi giacimenti con riserve di circa un miliardo di tonnellate. Queste includono le miniere "Emet Eti Bor Mine" e "Hisarcik Mine" vicino a Emet, nella provincia di Kütahya, nella regione dell'Egeo, che appartengono al deposito di boro di Emet; i giacimenti di "Göcenoluk" e "Sarıkaya B" vicino a Kırka, (provincia di Eskişehir, Anatolia centrale) e "Sebepliköy" (Sebepli) vicino a Gönen. Tutti nella provincia di Balıkesir, nella regione di Marmara, si trovano la "miniera di Bigadiç" vicino a Bigadiç, i giacimenti "Çakmakderesi Domuzderesi" e "Kireçlik" (Büyükkireçlik) vicino a Çamköy, il giacimento "Kurtpınarı" vicino a Faraşköy, la miniera "Acep" vicino a Iskeleköy (Iskele) e la "miniera di Sultançayırı" vicino a Sultançayırı vicino a Susurluk. Cristalli particolarmente grandi provengono dal giacimento "Kestelek" vicino a Mustafakemalpaşa, provincia di Bursa.
Infine, dal giacimento di borato "Inder" vicino ad Atyrau nell'omonima regione in Kazakistan. In Europa, da vari giacimenti e depositi a Bella Stena nel bacino di Jarandol nel distretto di Raška, in Serbia, nonché da un lago salato nel bacino di Karlovasi sull'isola di Samo, regione dell'Egeo Settentrionale, in Grecia.

## Forma in cui si presenta in natura
La colemanite forma cristalli isometrici o prismatici corti di dimensioni fino a 30 cm, nonché cristalli pseudo-romboedrici e pseudo-octaedrici. Si presenta anche sotto forma di aggregati massicci, fissili, granulari e nodulari criptocristallini. Nella sua forma pura, la colemanite è incolore e trasparente con una lucentezza da vetrosa a diamantata sulle superfici. Tuttavia, a causa della rifrazione multipla della luce dovuta a difetti di costruzione del reticolo o alla formazione policristallina, può anche essere bianco traslucido e assumere un colore da grigio a giallo chiaro o da marrone cannella a nero a causa di miscele estranee.

## Utilizzi
La colemanite, grazie alla sua abbondanza di boro (fino al 50,80% in peso di B2O3), è un minerale importante per l'estrazione di tale elemento per l'industria chimica. Il boro stesso è l'elemento più importante al mondo sia da un punto di vista strategico che industriale, poiché i composti del boro hanno una gamma insolitamente ampia di applicazioni in tutti i settori di produzione, a eccezione degli alimenti. È impossibile immaginare la tecnologia moderna senza il boro: il nitruro di boro, il carburo di boro e il siliciuro di boro sono materiali duri che vengono utilizzati al posto del diamante per gli abrasivi e come materiale da taglio per la lavorazione dell'acciaio. Sono anche utilizzati come additivo per leghe per acciai strutturali a grana fine e leghe a base di nichel. I boruri metallici come il ferroboro sono materiali resistenti al calore, per cui anche piccole quantità di boro migliorano il comportamento allo scorrimento e la formabilità a caldo degli acciai. I composti neodimio-ferro-boro sono utilizzati per produrre i magneti più potenti, ad esempio per tomografia a risonanza magnetica, micromotori e dischi rigidi. Il boro cristallino e le fibre di boro sono necessari per applicazioni che necessitano di resistenza e rigidità estremamente elevate, come i componenti per i rotori degli elicotteri. A causa dell'altissima sezione d'urto per i neutroni termici nella reazione nucleare 10B(n,α)7Li, il boro ha un assorbimento di neutroni molto elevato. I composti di boro vengono quindi aggiunti agli indumenti e alle pareti di protezione dalle radiazioni, agli acciai per i serbatoi di stoccaggio del combustibile nucleare e al guscio di cemento utilizzato come protezione dalle radiazioni per scopi di schermatura. Le barre di controllo utilizzate per controllare e arrestare la reazione a catena nei reattori nucleari contengono carburo di boro o boruro di stronzio. Il boro amorfo viene utilizzato come additivo per i propellenti per razzi (propellenti solidi eterogenei, compositi). Infine, il boro è necessario come additivo per la produzione di vetri borosilicati estremamente resistenti agli agenti chimici e alle temperature (vetri ottici e pyrex), nonché per la produzione di borace e perborati per detergenti e disinfettanti.
Nonostante la sua sensibilità alla temperatura, la bassa durezza e i colori molto rari, la colemanite è stata anche lucidata, ma per lo più solo per curiosità. Le pietre del peso di 50-100 carati possono essere tagliate da grandi cristalli o masse fissili. Il cristallo più grande della collezione della Smithsonian Institution (a Washington) pesa 14,9 carati.